# Turnpike Lane (stanice metra v Londýně)
Turnpike Lane je stanice metra v Londýně, otevřená 19. září 1932. Architektem této stanice byl Charles Holden. Stanice se nachází na lince:
- Piccadilly Line (mezi stanicemi Manor House a Wood Green)
- v budoucnu by zde měla být stanice projektu Crossrail 2, větev Cheshunt

| Rok  | Počet cestujících |
| ---- | ----------------- |
| 2011 | 9,80 mil          |
| 2012 | 9,60 mil          |
| 2013 | 10,29 mil         |
| 2014 | 10,77 mil         |
| 2015 | 10,79 mil         |
| 2016 | 10,86 mil         |
| 2017 | 10,74 mil         |